# AEG 娛樂人氣王2022
《AEG 娛樂人氣王2022》 頒獎典禮是香港網上媒體AEG Promotion Limited舉辦的音樂、電影、電視頒獎典禮，藉此表揚2022年度在樂壇、電影、電視、網絡及舞台上有傑出成績的單位和藝人。首屆頒獎典禮於2022年12月10日在香港亞洲國際博覽館舉行。

## 相關活動安排
《AEG 娛樂人氣王大獎2022》部份獎項特設公眾提名。公眾可透過提名，選擇心目中在該界別有傑出表現的心水選擇，得出最值得表揚的得獎名單。
- 提名日期：2022年10月15日 – 2022年11月30日
- 公佈最後三強名單：2022年12月5日
- 頒獎典禮日期：2022年12月10日

## 出席藝人
- 溫碧霞、陶大宇、張建聲、柏天男、林愷鈴、林千渟、黃子桓、楊潮凱、楊偉倫、麥沛東、何爵天、麥浩邦、陳紫萱、黃永峯、伍健雄、吳詠珊、江美儀、林敏驄、鄧智堅、潘紹聰、崔碧珈、蘇煒喬、駱胤鳴、黃曦桃、鄺星宇、黃筠兒、All For One、黃宗澤、胡定欣、陳山聰、陳瀅、張馳豪、姚焯菲、郭柏妍、劉穎鏇、孔德賢、黎諾懿、黃翠如、黃庭鋒、周嘉洛、王灝兒、劉佩玥、林盛斌、侯雋熙、彭家賢、文佐匡、Kawaii Wong、嚴崇天、關伊彤

## 得獎名單（電視劇）

### 最佳電視劇集
- 《下流上車族》

### 最佳網絡原創迷你劇
- 《＃她和她的戀愛小動作》

### 最喜愛電視劇集
- 《美麗戰場》

### 最佳男演員
- 黃宗澤《法證先鋒V》

### 最佳女演員
- 胡定欣《白色強人II》

### 最佳新演員
- 林千渟《＃她和她的戀愛小動作》
- 吳家忻[註 1]《＃她和她的戀愛小動作》
- 陳毅燊[註 2]《＃她和她的戀愛小動作》

### 人氣男演員
- 林敏驄《下流上車族》
- 鄧智堅《下流上車族》

### 人氣女演員
- 江美儀《下流上車族》
- 鮑起靜[註 3]《下流上車族》

### 最喜愛男演員
- 陳山聰《美麗戰場》

### 最喜愛女演員
- 陳瀅《美麗戰場》

### 進步男藝人
- 張馳豪《美麗戰場》
- 孔德賢《法證先鋒V》

### 進步女藝人
- 郭柏妍《下流上車族》
- 劉穎鏇《超能使者》

### 最佳CP組合
- 周嘉洛、陳瀅《痞子殿下》
- 林盛斌、劉佩玥《美麗戰場》

### 最佳綜藝節目
- 《聲夢傳奇2》[註 4]

### 最佳男主持
- 黎諾懿《滿足的味道》

### 最佳女主持
- 黃翠如《遊走世界天與地》

### 最佳電視劇集歌曲
- 美麗戰場（主唱：JW王灝兒）

## 得獎名單（電影）

### 年度最佳電影
- 《明日戰記》

### 最佳劇情電影
- 《正義迴廊》

### 最佳網絡電影
- 《逃獄兄弟》

### 最佳電影監製
- 古天樂[註 5]《明日戰記》

### 最佳導演
- 彭秀慧[註 6]《阿媽有咗第二個》

### 最佳新導演
- 何爵天《正義迴廊》
- 楊潮凱、吳詠珊《喜歡妳是妳》

### 最佳男演員
- 楊偉倫《正義迴廊》

### 最佳女演員
- 惠英紅[註 7]《一路瞳行》

### 最佳新演員
- 柳應廷[註 8]《阿媽有咗第二個》
- 麥沛東《正義迴廊》

### 最喜愛男演員
- 張繼聰[註 9]《馬達・蓮娜》

### 最喜愛女演員
- 鄧麗欣[註 10]《12日》

### 矚目男演員
- 張建聲《逃獄兄弟》
- 栢天男《逃獄兄弟》

### 人氣網絡角色
- 滾筒（譚耀文 飾）[註 11]《逃獄兄弟》

### 最佳電影主題曲
- 何日不再來（主唱：鄧麗欣）[註 12]《12日》

## 得獎名單（音樂）

### 最佳歌曲
- MIRROR[註 13]《We All Are》

### 最觸目MV
- MIRROR[註 14]《We All Are》

### 人氣歌手
- JW王灝兒
- 姚焯菲

### 最佳創作新人
- 張馳豪

### 新人優異獎
- 孫漢霖

### 最佳合唱歌
- 張馳豪、姚焯菲《陽光空氣》

### 最佳重唱歌曲
- 温碧霞《只是太愛你》

### 人氣網絡名人
- 陶大宇

## 外部連結
- 官方網站（中文）